# The Mexican (1914)
The Mexican is een Amerikaanse western uit 1914. Het was de derde film waarin acteur Tom Mix niet alleen acteerde, maar die hij ook regisseerde. Het was tevens een van de eerste waarin hij samenwerkte met Leo Maloney. De stomme film is verloren gegaan.
Deze film was volgens filmkenners 'een van de vroegste sympathieke uitbeeldingen van Mexicanen op het bioscoopscherm'.

## Verhaal
Een verarmde Mexicaanse arbeider op een ranch (Tom Mix) wordt ontslagen en beschimpt door zijn blanke collega's. Later verdient hij wel hun respect en krijgt hij zijn baan terug als hij het leven van de baby van de rancher (Baby Lillian Wade) redt.

## Rolverdeling
| Acteur            | Personage                 |
| ----------------- | ------------------------- |
| Tom Mix           | De Mexicaan               |
| Inez Walker       | De vrouw van de Mexicaan  |
| Leo Maloney       | Sim Heflin                |
| Goldie Colwell    | Mrs. Heflin               |
| Baby Lillian Wade | Baby Heflin               |
| Old Blue          | Het paard van de Mexicaan |